# معماری برون گرا
بناهای برونگرا بناهایی هستند که با فضای بیرونی خود، شامل عناصر شهری مثل گذر، مسیر و دیگر عناصر بیرونی در ارتباط مستقیم بوده و فضاهای داخلی آن نیز همین ارتباط را با فضای بیرونی دارند.

## قالب معماری
این نوع بناها، هم در قالب معماری عمومی و بیشتر در مقابر و مساجد، امامزاده‌ها و مانند آن و هم در قالب معماری مسکونی، در نقاط مختلف ایران ساخته شده‌اند.

## تفاوت
تفاوت بارزی که با بناهای دیگر بخصوص بناهای قسمت مرکزی ایران دارند، در عنصری بنام حیاط است.
گونه‌ای از معماری مسکن با ویژگی‌هایی از قبیل، داشتن ارتباط بصری و فیزیکی مستقیم با فضای بیرون خانه، نداشتن حیاط گسترش در ارتفاع و سازماندهی فضایی نسبت به یک فضای دیگر مثل دالان است.

## نمونه‌ها
نمونه‌هایی از این نوع معماری در دشت گیلان، ماسوله و ابیانه مورد مطالعه و بررسی قرار گرفته‌است.